# Milán Václavík
Milán Václavík (31. března 1928 Predmier – 2. ledna 2007 Tábor) byl československý generál ČSLA, politik Komunistické strany Slovenska (volený na Slovensku i v českých zemích), ministr národní obrany ČSSR, poslanec České národní rady a Sněmovny lidu Federálního shromáždění za normalizace.

## Biografie
Vyučil se zámečníkem. Vojenskou základní službu nastoupil v roce 1949. Od roku 1951 působil jako důstojník ČSLA. Absolvoval Vojenskou akademii Frunzeho v Moskvě. V letech 1969–1971 působil jako velitel 2. motostřelecké divize, v období let 1971–1972 coby náčelník štábu 1. armády, v letech 1972–1973 byl zástupcem velitele a v letech 1973–1983 náčelníkem štábu Západního vojenského okruhu. V letech 1983–1985 zastával post 1. zástupce ministra národní obrany, pak se sám v letech 1985–1989 stal ministrem národní obrany ČSSR v šesté vládě Lubomíra Štrougala a vládě Ladislava Adamce. V roce 1986 získal hodnost armádní generál. Roku 1974 mu byl udělen Řád rudé hvězdy, roku 1978 Řád práce.
XVII. sjezd KSČ ho zvolil za člena Ústředního výboru Komunistické strany Československa.
Ve volbách roku 1981 byl zvolen do České národní rady. Pak ale přešel během funkčního období do Sněmovny lidu Federálního shromáždění (volební obvod č. 159 - Trenčín, Západoslovenský kraj). Křeslo nabyl až dodatečně v březnu 1985 po doplňovacích volbách poté, co zemřel poslanec Martin Dzúr. Mandát obhájil ve volbách roku 1986 (obvod Trenčín). Ve Federálním shromáždění setrval do ledna 1990, kdy rezignoval v rámci procesu kooptací do Federálního shromáždění po sametové revoluci.

### Sametová revoluce
V období sametové revoluce se Václavík snažil o zachování KSČ u moci, některé jeho výroky o potlačování probíhajících změn se staly velice známými.
| „                | Navrhuji uvést do bojové pohotovosti armádu, bezpečnost, milici bez nějakých zásahů atd., aby tyto složky byly připraveny, jestliže k něčemu dojde, věci řešit. Není možné čekat, až nám něco udělají, je potřeba mít tyto síly připraveny. Já tady nevolám po žádném krveprolití, já navrhuji, aby jednoznačně byla přijata opatření ke sdělovacím prostředkům. Jakákoli, jestliže ne po dobrém, tak po zlém, ale tyto sdělovací prostředky jim vzít z rukou. | “ |
| — Milán Václavík | |   |

### Polistopadový život
V roce 1996 byl obviněn z nezákonného vyzbrojování Lidových milicí. Prezident Václav Havel mu ze zdravotních důvodů udělil milost a zastavil stíhání.

## Vyznamenání
- Medaile Za službu vlasti, 1955
- Medaile Za zásluhy o obranu vlasti, 1962
- Medaile Za upevňování přátelství ve zbrani[10],II. stupeň, 1972
- Pamětní medaile k 25. výročí Vítězného února, 1973
- Řád rudé hvězdy, 1974
- Pamětní medaile k 30. výročí národně osvobozeneckého boje našeho lidu a osvobození Československa Sovětskou armádou, 1975
- Řád práce, 1978
- Jubilejní medaile 60 let ozbrojených sil SSSR[11], 1978 (SSSR)
- Medaile Za upevňování bojového přátelství[12], 1982 (SSSR)
- Medaile bratrství ve zbrani[13], zlatá (NDR)
- Pamětní medaile 40. výročí osvobození ČSSR, 1985